# Bóng đá tại Campuchia
Môn bóng đá ở đất nước Campuchia được điều hành bởi Liên đoàn bóng đá Campuchia.

## Trong nước
Liên đoàn bóng đá điều hành đội tuyển quốc gia cũng như giải vô địch quốc gia. Bóng đá là môn thể thao phổ biến nhất ở Campuchia, mặc dù cầu mây, võ thuật hỗn hợp và đấu vật cũng rất phổ biến.

## Đội tuyển quốc gia
Thành tích tốt nhất của đội tuyển quốc gia Campuchia là tại Asian Cup năm 1972, giải đấu mà họ lọt vào bán kết.